# Fidón de Argos
Fidón de Argos o Fedón de Argos (Pheidon Φείδων) fue rey (basileus) de Argos en las últimas décadas del siglo VIII a. C. y las primeras del siglo VII a. C. Era un heraclida, descendiente de Témeno. Según Aristóteles, abusó de sus poderes legítimos como monarca hereditario, convirtiéndose en un verdadero tirano (tyrannos); de hecho, sería el primero de éstos, una figura que en la Época Arcaica se define por el ejercicio del poder fuera de la legalidad o la tradición, la mayor parte de las veces apoyándose en el demos (pueblo) contra los aristócratas.
Se le atribuyen tres grandes realizaciones:
- 1. Consiguió la unificación territorial de la Argólide (el "lote de Temenos")
- 2. Realizó una estandarización de pesos y medidas, con una unidad basada en las varas de hierro (obeloí, "broche"), precedente de la moneda. Se han encontrado varas de hierro durante las excavaciones del templo de Hera en Argos, que podría haber sido dedicado por Fidón al establecer esta estandarización.[1] Posteriormente, el sistema común de pesos y medidas utilizado en el Peloponeso recibió el nombre de fidoniano.[1] En la actualidad, parece reconocerse que las afirmaciones de que Fidón acuñó las primeras monedas griegas son anacrónicas.[2] No se acuñaron monedas en Grecia hasta la segunda mitad del siglo VII a. C., en Egina.[3]
- 3. Retiró a Elis la organización de los Juegos Olímpicos, los cuales llegaría a presidir en persona.[4]

Las fuentes sugieren que fue un exitoso jefe militar, y que pudo ser gracias a él que Argos se situara como la polis hegemónica, sucediendo a la hegemonía de Calcis. La clave de tales éxitos fue la introducción en Argos, por primera vez en Grecia de la unidad militar conocida como falange (falanx) formada por hoplitas que combatían en formación cerrada; mientras que hasta entonces la guerra terrestre se basaba en el enfrentamiento individual de los guerreros (como se describe en la Ilíada).
No está claro si fue el dirigente de Argos en la victoria sobre Esparta del año 669 a. C. Falleció al intervenir en un disturbio en Corinto, y tras su muerte la monarquía sobrevivió durante un tiempo, aunque hacia el siglo V a. C. el título de basileus ya solo se empleaba para denominar a un funcionario anual.
| Predecesor: Témeno | Reyes de Argos | Sucesor: Deifontes |